# Дитрих фон Керпен-Илинген
Дитрих фон Керпен-Илинген (на немски: Dietrich von Kerpen Herr zu Illingen; † между 29 септември 1327 и 7 януари 1335) е благородник от фамилията фон Керпен, господар на Керпен в Айфел и Илинген на 17 км северозападно от Сарбрюкен в Саарланд.
Той е син на Дитрих фон Керпен († сл. 1265/сл. 1310) и втората му съпруга Маргарета фон Моестроф († сл. 1303), наследничка на Моестроф, дъщеря на Йохан фон Моестроф.
Братята му са Конрад фон Керпен († сл. 1343/сл. 1345), господар на замък Керпен, Хайнрих фон Керпен († сл. 1333), господар на Линстер и Майзембург, Йохан, катедрален приор в Кьолн и Хайнрих, приор в „Св. Гереон“ в Кьолн.

## Фамилия
Дитрих фон Керпен се жени сл. 1322 г. за Йоханета фон Варсберг-Ролинген († сл. 1359), вдовица на Арнолд IV фон Зирк Стари, бургграф на Шауенбург († 29 април 1323), дъщеря на Йохан II фон Варсберг, фогт на Маранге († 1314) и Лорета († сл. 1302). Те имат децата:
- Маргарета фон Керпен-Варсберг, омъжена за Йохан фон Варсберг († сл. 1342)
- Дитрих V фон Керпен-Варсберг и Илинген († сл. 1374), женен за София фон Вишених цум Турм († сл. 1370), дъщеря на Конрад/Куно фон Фишених цум Турм Шенк фон Аре
- Гизкин фон Керпен-Варсберг († сл. 1364)
- Вилхелм фон Керпен-Варсберг († сл. 1371)